# Gustave Flaubert
Gustave Flaubert (flobêr), francoski pisatelj,  * 12. december 1821, Rouen, Francija, † 8. maj 1880,  Canteleu, Francija. 
Velja za glavnega predstavnika francoskega realizma in za enega največjih svetovnih romanopiscev.

## Življenje
Flaubert je odraščal brez posebne pozornosti svojih staršev, saj se je bil rodil kot neželen otrok. Z očetom, priznanim kirurgom, je živel v podnajemniškem stanovanju v bližini bolnišnice ter tako že kot otrok občutil umiranje in trpljenje drugih ljudi. 
Zgodaj je začel pisati krajše zgodbe, ki izražajo kljub začetniški nezrelosti zanimivo neposrednost in nazornost. Flaubert je bil pri pisanju strog do sebe in kljub temu, da je že od mladosti neutrudno pisal, dolgo časa ni ničesar objavil. Svoje pisanje je izboljševal do stopnje, ko je bil z njim zadovoljen. Flaubert velja za velikega perfekcionista.
Zaradi očetovega prigovarjanja je leta 1840 pričel v Parizu študirati pravo, vendar pri tem ni opustil pisateljevanja. Čez tri leta je zaradi živčne bolezni študij prekinil. Bolezen ga je spremljala vse nadaljnje življenje.
Flaubert je v Parizu pogrešal podeželsko življenje in se zatorej preselil v Croisset blizu rodnega Rouena, tam živel nevpadljivo in prejkone samotarsko življenje ter se posvetil pisanju. Leta 1846 je spoznal že tedaj priznano književnico Louise Colet in se vanjo zaljubil.
Med letoma 1849 in 1851 je s prijateljem Maximom du Campom prepotoval Grčijo, Bližnji vzhod in Egipt, kjer je rečeno, da je staknil spolno bolezen, ki ga je spremljala do konca življenja. 
Svoje prvo natisnjeno književno delo, roman Gospa Bovary, je Flaubert izdal leta 1857, šest let po tem, ko je roman začel pisati. Po objavi romana je zaradi oskrumbe splošnih načel tedanje družbe moral pred sodišče. Sodba je knjigi prinesla veliko prepoznavnost in nenadejan uspeh. Vseeno pa ni bil roman tako prepovedan kot je bila recimo prva izdaja pesniške zbirke Cvetja zla pesnika Baudelaira.
Leta 1858 je Flaubert odpotoval v Tunizijo, da bi zbral vtise in izkustvo za zgodovinski roman Salammbô. Tako je nastal roman, ki slikovito in nadrobno opisuje vojaške boje v Kartagini v času po prvi punski vojni.
Po potovanjih se je Flaubert znova umaknil v Croisset ter živel pri svoji, tedaj že ovdoveli, materi. Do smrti je vas le poredkoma zapustil. Občasno je v Parizu obiskal dolgoletno prijateljico Louise.
V zadnjih letih svojega življenja je Flauberta prevevalo sovraštvo in zaničevanje do meščanske družbe in njihovega življenjskega sloga. Umrl je 8. maja 1880 v Canteleu v starosti 58 let.